# Vùng Tây Bắc (Cameroon)
Vùng Tây Bắc (Tỉnh Tây Bắc cho đến năm 2008; tiếng Pháp: Région du Nord-Ouest) của Cameroon là một vùng của Cameroon. Vùng Tây Bắc nằm ở cao nguyên phía tây của Cameroon. Vùng này về phía tây nam giáp vùng Tây Nam, phía nam giáp vùng Tây, phía đông giáp vùng Adamawa, còn phía bắc giáp Cộng hòa Liên bang Nigeria.

## Hành chính
Tỉnh Tây Bắc (từ năm 2008 được gọi là vùng Tây Bắc) là tỉnh đông dân thứ ba ở Cameroon. Nó có một thành phố đô: Bamenda với một số thị xã khác nhỏ hơn như Wum, Kumbo, Mbengwi, Ndop, Nkambé, Batibo, Bambui và Oshie. Tỉnh đã chứng kiến sự gia tăng dân số của nó từ khoảng 1,2 triệu vào năm 1987 lên 1,8 triệu người vào năm 2001. Mật độ dân số, ở mức 99,12 người trên mỗi km vuông, cao hơn mức trung bình toàn quốc là 22,6 người trên mỗi km vuông. Tốc độ tăng trưởng đô thị tỉnh là 7,95% (so với mức trung bình toàn quốc là 5,6%), trong khi tốc độ tăng trưởng nông thôn, ở 1,16%, tương đương với tỷ lệ quốc gia. Theo Cục thống kê tỉnh Tây Bắc năm 2001, dân số của tỉnh phần lớn là người trẻ, với trên 62% cư dân từ dưới 20 tuổi. 

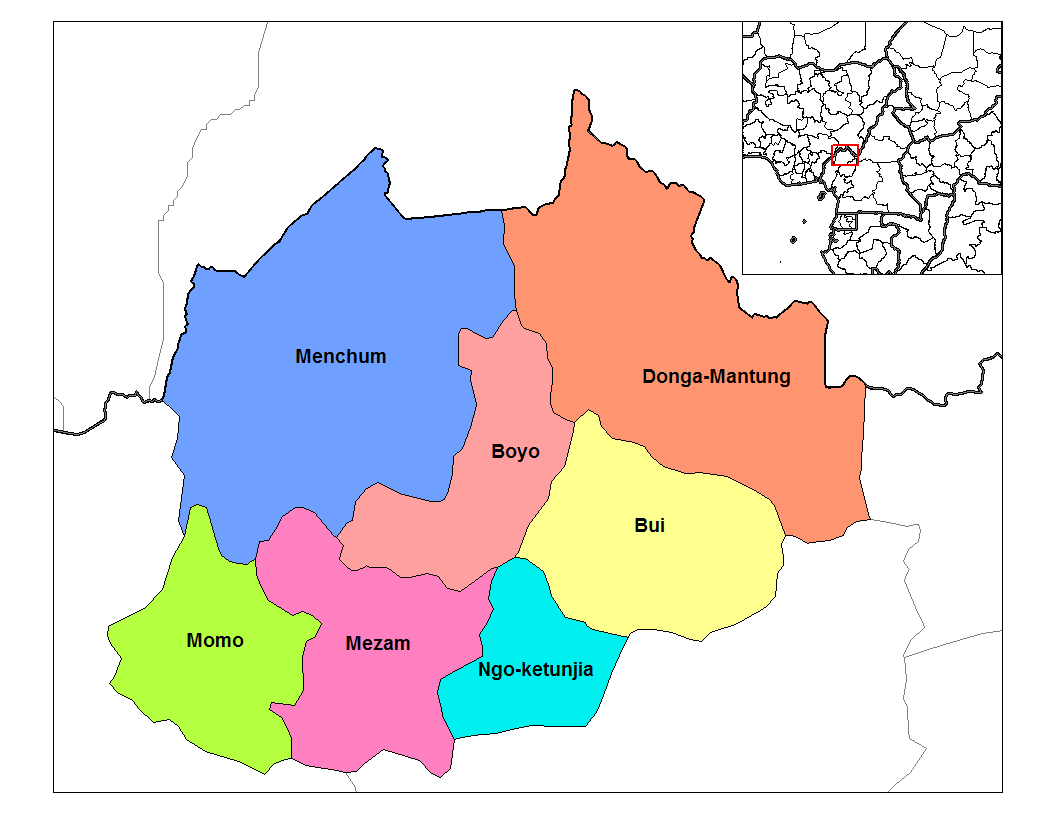
Divisions of Northwest Cameroon

Cũng như các tỉnh khác ở Cameroon, tỉnh Tây Bắc được tạo thành đơn vị hành chính. Tỉnh đã được tạo ra vào năm 1972 với năm đơ vị hay tỉnh (department): Bui, Donga-Mantung, Menchum, Mezam và Momo. Ngày nay, vùng có 7 đơn vị, những cái mới là Boyo (tách ra từ Donga-Mantung) và Ngo-Ketunjia hoặc Ngoketunjia (tách ra từ Mezam). Mỗi đơn vị lại được chia thành các đơn vị nhỏ hơn. Có 31 phân khu ở tỉnh Tây Bắc. Đơn vị cơ bản của các cơ quan chính quyền địa phương, tuy nhiên, có 32 hội đồng trên địa bàn tỉnh.

## Dân số
Dân số của tỉnh Tây Bắc gồm nhiều dân tộc, bao gồm người dân bản xứ và một tỉ lệ đáng kể của những người nhập cư từ các tỉnh khác và từ nước ngoài, đặc biệt là Nigeria, là quốc gia mà tỉnh có chung biên giới ở miền Bắc và Tây Bắc. Các cư dân bản địa bao gồm một loạt các nhóm dân tộc-ngôn ngữ. Tuy nhiên, các nhóm dân tộc chính là: Tikari, Widikum, Fulani, và Moghamo. Các ngôn ngữ chính được nói trong tỉnh bao gồm Mungaka, Bafmen, Oku, Lamnso, Ngemba, tiếng Anh bồi, Balikumbat, Papiakum, Moghamo, và Nkom.